# Android Debug Bridge
O Android Debug Bridge (adb) é uma ferramenta de programação usada para depurar dispositivos baseados no sistema operacional Android. O daemon no dispositivo Android se conecta com o servidor no host do computador por meio de USB ou TCP, que se conecta ao cliente que é usado pelo usuário final por meio de TCP. O adb é um software de código aberto sob a Licença Apache publicado pelo Google desde 2007. Algumas das características do adb incluem copiar arquivos do host do computador, instalar aplicativos, visualizar a saída do logcat, obter um shell do Unix e reiniciar no modo EDL da Qualcomm [en]. O adb é compatível com Windows, Linux e macOS. Ele também foi usado indevidamente por botnets e outros malwares, para os quais foram desenvolvidas medidas de mitigação, como autenticação RSA e lista branca [en] de dispositivos.